# Jean Mondielli
Jean Mondielli, né le 13 septembre 1882 à Béziers et mort le 31 mai 1955 à Nice, est un escrimeur français, ayant pour arme le sabre, ainsi qu'un pentathlonien.

## Biographie
Jean Mondielli est sacré vice-champion olympique d'escrime, dans l'épreuve de sabre par équipes aux Jeux olympiques d'été de 1920 se tenant à Anvers. Il dispute aussi l'épreuve de pentathlon moderne où il termine dix-neuvième.